# Chiloglanis polyodon
Chiloglanis polyodon е вид лъчеперка от семейство Mochokidae. Видът е критично застрашен от изчезване.

## Разпространение
Разпространен е в Сиера Леоне.